# 平沢彰
平沢 彰（ひらさわ あきら、1940年〈昭和15年〉3月3日 - 1984年〈昭和59年〉1月1日）は、日本の俳優。長野県伊那市出身。本名：古村 彰（こむら あきら）。

## 来歴・人物
1958年（昭和33年）、長野県辰野高等学校を卒業。東京で薬品会社や日通品川に勤務していたが、新聞で目にした吉田義夫のインタビュー記事に感銘を受けて俳優を志し、会社を辞めて吉田に弟子入り。その後、1960年（昭和35年）5月に東映京都撮影所に大部屋俳優として入社。ヤクザ映画のチンピラ役や時代劇の斬られ役などの脇役で数多くの映画やテレビ時代劇に出演。東映京都に籍を置きながら1963年（昭和38年）から1965年（昭和40年）までは京都の劇団くるみ座にも研究生として在籍し、演技を学んだ。私生活では1966年（昭和41年）3月に結婚、3人の娘に恵まれる。
1970年（昭和45年）に放映された結束信二の脚本によるテレビ時代劇『燃えよ剣』では、西田良・香月凉二・小山田良樹（山田良樹）らの東映京都の大部屋仲間と共にレギュラーに大抜擢され、重要な役どころである新選組八番隊組長の藤堂平助を演じた。
特に第15話「わかれ雲」と第16話「残月油小路」では主役的扱いを受けた。序盤の試衛館時代は朗らかで誠実なキャラクターの藤堂が、同門の先輩山南敬助の脱走・処刑や、知人女性の兄である倒幕浪士を死なせてしまうなどの出来事を経験し、新選組の在り方に疑問を感じて苦悩した末に脱盟、最後は武士としての生き様を貫き通すべく覚悟の上で油小路にとどまり、土方歳三に挑んで死んでいくという、藤堂の心の内面の移り変わりを演じた。
その後も脇役として多数の作品で活躍していたが、1984年（昭和59年）1月1日、交通事故で死去。43歳没。

## 出演作品

### テレビドラマ
- 柳生武芸帳 第25話「酔妖剣」（1965年、NET / 東映） ※近衛十四郎版
- 新選組血風録 （NET / 東映）
  - 第1話「虎徹という名の剣」（1965年） - 池田屋の倒幕浪士
  - 第4話「胡沙笛を吹く武士」（1965年） - 十番隊の新選組隊士
  - 第8話「長州の間者」（1965年） - 古高俊太郎を拷問する新選組隊士
  - 第10話「刺客」（1965年） - 十津川郷士・井上
  - 第11話「槍は宝蔵院流」（1965年） - 七番隊の新選組隊士
  - 第16話「襲撃木屋町二條」（1965年） - 新選組隊士
- 素浪人 月影兵庫（NET / 東映） ※近衛十四郎版
  - 第１シリーズ 第１話「浅間は怒っていた」（1965年10月19日） - 木樵
  - 　　　　　　 第５話「乙女心はふるえていた」（1965年） - 強盗・荒船
  - 　　　　　　 第26話「みんな夢を持っていた」（1966年） - 権次
  - 第2シリーズ 第39話「貴様と俺とはバカだった」（1967年）
  - 第2シリーズ 第51話「犬も喰わない仲だった」（1967年）
  - 第2シリーズ 第64話「出世が嫌いなバカもいた」（1968年） - 雲助
  - 第2シリーズ 第78話「吹けば飛ぶよなデブもいた」（1968年） - 浪人
- 銭形平次（CX / 東映） ※大川橋蔵版
  - 第52話「幻の二万両」（1967年） - 倉次
  - 第58話「あじさいの花」（1967年） - 権次
  - 第71話「稲妻組御用」（1967年） - 客
  - 第103話「平次一番纏」（1968年） - 椋十
  - 第115話「稲妻お光」（1968年） - 三次
  - 第121話「鬼の眼」（1968年） - かわすの弥三
  - 第137話「三日だけの子守唄」（1968年） - 職人
  - 第153話「駕籠の中の女」（1969年） - 丑松
  - 第189話「能面の男達」（1969年） - 源十
  - 第209話「女が消えた」（1970年） - 黒木修典
  - 第223話「ふたつの顔の女」（1970年） - 丑松
  - 第289話「いつか青空」（1971年） - 代貸
  - 第291話「蒲鉾の板」（1971年） - 権三
  - 第302話「ある絆」（1972年） - 紋蔵
  - 第325話「懸賞金百両」（1972年） -  岩
  - 第337話「浮草の女」（1972年） - 丑松
  - 第353話「狙われた町奉行」（1973年） - 浪人大垣
  - 第359話「平次御用」（1973年） - 源作
  - 第381話「天女を女房にした男」（1973年） - 源六
  - 第394話「上州無宿鉄次郎」（1973年） - 浪人
  - 第406話「岡っ引志願の娘」（1974年） - 仙六
  - 第438話「大江戸二十四時」（1974年） - 仙蔵
  - 第448話「紅とかげ」（1974年） - 鬼坊主
  - 第461話「佐渡の恋唄」（1975年） - 栄助
  - 第482話「手裏剣を打つ女」（1975年） - 安蔵
  - 第516話「やわ肌鉄火」（1976年） - 又助
  - 第566話「奇妙なお礼参り」（1977年） - 黒田
  - 第584話「男の錦」（1977年） - 仙蔵
  - 第587話「平次御用旅」（1977年）
  - 第619話「母子笛 手下」（1978年） - 手下
  - 第634話「若者とお京ちゃん」（1978年）
  - 第655話「他人が泣いてくれた」（1979年）
  - 第660話「迷い橋・想い川」（1979年）
  - 第682話「ずっこけ三人旅」（1979年） - 仙三
  - 第684話「海鳴りは父の声」（1979年） - 勘八
  - 第718話「仕組まれた復讐」（1980年） - 鉄造
  - 第724話「猫の毛」（1980年） - 伝次
  - 第738話「晴れ姿神田祭り」（1980年） - 浪人
  - 第765話「血を吸う部屋」（1981年） - 甚八
  - 第787話「同心・青柳伸之介死す！」（1981年） - 浪人
  - 第790話「平次軍団仕掛ける!」（1981年）
  - 第883話「盗まれた殺人計画」（1984年）
- 用心棒シリーズ（NET / 東映）
  - 俺は用心棒
    - 第2話「剣には小判を」（1967年） - 捕り方
    - 第5話「紅さんご」（1967年） - 薩摩浪士
    - 第10話「祇園小路の刺客」（1967年） - 旗本
    - 第13話「雷雨の日に」（1967年） - 芹沢鴨の一党
    - 第16話「志士の写本」（1967年） - 駕籠かき
    - 第18話「月明柳の馬場」（1967年） - 用心棒

  - 待っていた用心棒
    - 第1話「剣を抱いた十人の客」（1968年） - 浪人
    - 第7話「志士になる日」（1968年） - 賭場の男
    - 第13話「祇園に斬る」（1968年） - 浪士・影山晋作
    - 第26話「山なみの彼方へ」（1968年）

  - 帰って来た用心棒
    - 第12話「あの竹薮をぬけて」（1968年） - 浪人・山口大蔵
    - 第23話「おことうさん」（1968年）
- 仮面の忍者赤影
  - 第29話「忍法山彦変化」（1967年）
  - 第30話「蟻怪獣ガバリ」（1967年）
  - 第49話「人喰い植物ばびらん」（1968年）
- 野次馬がいく 第25話「あっぱれ!かけおち者」（1968年、NET / 東映）
- 大奥（KTV / 東映）
  - 第19話「裁きの庭」（1968年） - 揚屋役人
  - 第29話「わが恋 許すまじ」（1968年） - 牢番
  - 第50話「最後の将軍とその妻」（1969年） - 所司代役人
- 風来坊 第9話「天下無敵の女だぜ」（1968年、CX / C.A.L）
- 素浪人 花山大吉（NET / 東映）
  - 第2話「やっぱりふざけた仲だった」（1969年） - マムシの源治の一味
  - 第5話「あわれ十五の春だった」（1969年） - 和泉屋の番頭
  - 第7話「自分で自分を探していた」（1969年） - 黒崎一家のヤクザ
  - 第8話「棺桶かついで笑っていた」（1969年） - 浪人
  - 第20話「我が子を拾うバカもいた」（1969年） - 政の喧嘩相手
  - 第24話「貴様と俺とは逆だった」（1969年） - 赤鬼の手下
  - 第26話「お化けを肴に飲んでいた」（1969年） - 偽金造りの一味
  - 第27話「カッコが良すぎて駄目だった」（1969年） - 雲助
  - 第38話「天から小判が降ってきた」（1969年） - 目明かし
  - 第50話「シゴいた相手が悪かった」（1969年） - 町人
  - 第60話「災難ひろうバカもいた」（1970年） - 賭場の壺振り
  - 第90話「先輩面して逃げていた」（1970年） - 神崎一家の子分
  - 第95話「興奮しただけ無駄だった」（1970年） - 浪人
- 花のお江戸のすごい奴 第9話「怪談 呪いの櫛」（1969年、CX / 東映 / 新国劇） - 小野
- 水戸黄門（TBS / C.A.L）
  - 第1部
    - 第3話「小田原喧嘩駕籠」（1969年8月18日） - 刺客
    - 第5話「血槍の弥平 -江尻宿-」（1969年9月1日） - 中間
    - 第13話「追いつめられて -堺港-」（1969年10月27日） - 野次馬

  - 第2部 第7話「人情鬼剣舞 -花巻-」（1970年11月9日）
  - 第3部 第24話「女海賊とにせ黄門 -平戸-」（1972年5月8日） - 海賊
  - 第4部
    - 第14話「落ちて来たおしら様 -弘前-」（1973年4月23日） - 山目付
    - 第18話「駈けろ若駒 -八戸-」（1973年5月21日） - 権右ヱ門の息子

  - 第5部
    - 第11話「弥七の幽霊 -福知山-」（1974年6月10日） - 音松
    - 第16話「陰謀の罠 -広島-」（1974年7月15日）

  - 第6部
    - 第6話「あかね雲 -山鹿-」（1975年5月5日）
    - 第14話「弥七二人旅 -津山-」（1975年6月30日）
    - 第25話「海道一の大盗人 -金谷-」（1975年9月15日）

  - 第7部
    - 第9話「郡狼の罠 -松前-」（1976年7月19日）
    - 第10話「吼えろ！！北海の火縄銃 -函館-」（1976年7月26日）
    - 第25話「母恋し、父（ちゃん）悲し -高田-」（1976年11月8日）
    - 第31話「助さん格さん子守唄 -渋川-」（1976年12月20日） - 馬吉

  - 第8部
    - 第7話「助さんの身替り亭主 -掛川-」（1977年8月29日） - 由
    - 第11話「風車に賭けた恋 -桑名-」（1977年9月26日） - やくざ

  - 第9部
    - 第4話「芝居になった悪い奴 -福島-」（1978年8月28日） - 河童の竹
    - 第20話「帰って来た中乗りさん -木曽福島-」（1978年12月18日） - 米三

  - 第14部
    - 第15話「仇討ち悲願化物まつり -鶴岡-」（1984年2月6日） - 下役人
    - 第28話「悪乗り八兵衛若旦那 -長浜-」（1984年5月7日） - 万吉
- 旅がらすくれないお仙 第49話「何だ、大きいだけね」（1969年、NET / 東映）
- あゝ忠臣蔵 （KTV / 東映）
  - 第25話「矢頭右衛門七母悲し」（1969年） - 浪人
  - 第37話「吉良邸討入り」（1969年）
- 天を斬る （NET / 東映）
  - 第1話「血の色の町」（1969年） - 長州藩士
  - 第4話「紫の袱紗」（1969年） - 浪人
  - 第11話「伜は武士」（1969年） - 土佐脱藩浪士・大室
- 燃えよ剣 第1-16話、24話、26話（1970年、NET / 東映） - 新選組・藤堂平助 ※レギュラー
- 大坂城の女 第26話「関ヶ原合戦秘話」（1970年、KTV / 東映） - 石田三成を斬首した武士
- 徳川おんな絵巻（KTV / 東映）
  - 第1話「尾張公の遊女妻」（1970年） - 駕籠屋
  - 第25話「仮面の女」（1971年） - 間者
  - 第34話「母恋い三度笠」（1971年） - 川上
  - 第35話「涙の祭り囃子」（1971年） - 川上
  - 第48話「妖異 鬼火ヶ淵の精」（1971年） - 地獄宿の男
- 柳生十兵衛（CX / 東映） ※山口崇版
  - 第5話「必殺 水かがみ」（1970年） - 浪人
  - 第12話「ふたり十兵衛」（1970年） -  門弟
  - 第25話「うらなり武士道」（1971年） - 竹庵
  - 第27話「殴り込み中仙道」（1971年） - 虎五郎の子分
  - 第28話「鬼坊主の復讐」（1971年） - 胴元
- 大岡越前 （TBS / C.A.L）
  - 第2部 第23話「鬼の目に涙」（1971年10月18日） - 悪党
  - 第3部
    - 第10話「江戸のごみ」（1972年8月14日） - 吉兵ヱの手下
    - 第23話「狙われた男」（1972年11月20日） - 三吉

  - 第5部 第24話「仇討ち幽霊駕籠」（1978年7月17日） - 用心棒
  - 第6部
    - 第4話「オランダ先生拳法仁術」（1982年3月29日） - 喜八
    - 第6話「死を占った女」（1982年4月12日） - 紋次

  - 第7部
    - 第15話「怨念秘めた唐人剣」（1983年8月1日） - 権三
    - 第23話「闇に閃く恐怖の邪険」（1983年9月26日） - 百助
- 世なおし奉行 第3話「狼どもの夜」（1972年、NET / 東映）
- 隼人が来る 第4話「上州の暴れん坊」（1972年、CX / 東映）
- 地獄の辰捕物控（NET / 東映）
  - 第3話「刺青者は闇に消えた」（1972年）
  - 第22話「千羽鶴に地獄を見た」（1973年）
- 長谷川伸シリーズ（NET / 東映）
  - 第9話「人斬り伊太郎」（1972年）
  - 第25話「道中女仁義」（1973年）
  - 第29話「瞼の母」（1973年）
- 眠狂四郎 第16話「お洒落狂女が歌う」（1973年、KTV / 東映）  ※田村正和版
- 遠山の金さん（NET / ANB系列）
  - 遠山の金さん捕物帳 第143話「岡っ引が惚れた女」（1973年、NET / 東映） - 浪人　※中村梅之助版
  - 遠山の金さん （NET / 東映）　※杉良太郎版
    - 第5話「花嫁を攫え!」（1975年）
    - 第36話「惚れた女を裁け!」（1976年）
    - 第56話「可愛い女」（1976年）- 清造

  - 遠山の金さん（ANB / 東映）　※高橋英樹版
    - 第6話「三年かかって帰った男!」（1982年）
    - 第26話「お奉行に惚れた女賭博師!」（1982年）
- 素浪人 天下太平 第10話「はぐれ鴉の流れ唄」（1973年、NET / 東映）
- 新選組 第13話「決死隊京へ突入す」（1973年、CX / 東映） - 浪士・村田 ※鶴田浩二版
- 江戸を斬る 梓右近隠密帳（TBS / C.A.L）
  - 第2話「将軍の密使」（1973年） - 千太
  - 第13話「巷談八百屋お七」（1973年）
- ぶらり信兵衛 道場破り 第29話「ともしび」（1974年、CX / 東映）
- 次郎長三国志 第11話（1974年、NET / 東映） ※鶴田浩二版
- おしどり右京捕物車 第16話「闇」（1974年、ABC / 松竹）
- 座頭市物語 第25話「渡世人」（1975年、CX / 勝プロ） - 用心棒
- 必殺シリーズ（ABC / 松竹）
  - 必殺仕置屋稼業 第14話「一筆啓上不義が見えた」（1975年） - 源七
  - 必殺からくり人・血風編 第6話「悲恋を葬る紅い涙」（1976年） - 金井
- 徳川三国志 第1話「智恵伊豆と呼ばれる男」（1975年、NET / 東映）
- 影同心II 第22話「一殺多生の影の肌」（1976年、MBS / 東映） - 駕籠かき
- 夫婦旅日記 さらば浪人（CX / 勝プロ）
  - 第2話「春の城下町」（1976年）
  - 第17話「群狼の街」（1976年）
- お耳役秘帳 第23話「くの一地獄変」（1976年、KTV / 歌舞伎座テレビ） - 耳助
- 桃太郎侍（NTV / 東映）
  - 第36話「海の男の燃える恋」（1977年） - 役人A
  - 第61話「浮世の水は辛かった!」（1977年）
  - 第87話「鶴が啼く岸辺」（1978年） - 青木
  - 第104話「月の出の母子唄」（1978年）
  - 第134話「通り雨に消えた女」（1979年）
  - 第145話「鯛より旨い鰯の人情」（1979年）
  - 第176話「お江戸結婚相談所」（1980年）
  - 第200話「つばめの恩返し」」（1980/年）
  - 第249話「小判が消えた下総路」（1981年）
- 暴れん坊将軍シリーズ（ANB / 東映）
  - 吉宗評判記 暴れん坊将軍
    - 第7話「賽の河原に立つ男」（1978年） - 兵六
    - 第32話「日本一の勝名乗り」（1978年） - 取的
    - 第65話「恐れ多くもお茶壺道中」（1979年）
    - 第105話「止めろ! 天下御免の暴走車」（1980年） - 侍
    - 第132話「駆けろ! 天下の紀州号」（1980年） - 馬方
    - 第162話「纏が咲かせた人参の花」（1981年） - 時田
    - 第185話「花嫁衣裳の甘い罠」（1981年） - 浪人
    - 第194話「名もなく貧しき母子草」（1982年） - 権三

  - 暴れん坊将軍II
    - 第2話「紅蓮の炎に鬼を見た!」（1983年） - 中里
    - 第18話「飛脚鳩 ちゃんを訪ねて乱れ舞い」（1983年） - 番頭
    - 第33話「翔べ! 明日に門出の茶の香り」（1983年） - 御家人
- 柳生一族の陰謀 第20話「花の吉原で何かが起きる?」（1979年、KTV / 東映）
- 影の軍団シリーズ（KTV / 東映）
  - 服部半蔵 影の軍団
    - 第3話「悪魔が呼んだ奥州路」（1980年） - 赤座瑞軒
    - 第21話「潜伏! 蛇の穴」（1980年） - 忘八
    - 第22話「恐怖の仕掛人」（1980年） - 用心棒

  - 影の軍団III
    - 第23話「くノ一最後の挑戦」（1982年）
- 雪姫隠密道中記 第4話「女の意地の博多織 -福岡-」（1980年、MBS / S.H.P）
- 江戸を斬るVI 第15話「お千代を襲う恐怖の影」（1981年、TBS / C.A.L）
- 柳生あばれ旅 19話「恐怖の花かんざし -桑名-」（1981年、ANB / 東映） - 乾進兵衛
- 時代劇スペシャル（CX）
  - 清水次郎長 勢揃い清水港（1981年）
  - 秘剣揚羽蝶 源氏九郎颯爽記（1983年） - 無頼漢
  - 地獄の左門 十手無頼帖3 女菩薩供養（1983年）
- 松平右近事件帳（NTV / ユニオン映画）
  - 第19話「生きていた夫」（1982年） - 喜助
  - 第35話「とどけ・涙の叫び」（1982年） - 侍
- 源九郎旅日記 葵の暴れん坊 第35話「荒海に哭く恋人形」（1983年、ANB / 東映） - 新井
- 大奥（KTV / 東映）
  - 第23話「醜聞に消えた美女」（1983年）
  - 第39話「盗まれた青春」（1983年） - 三宅伝兵衛
- 長七郎江戸日記 第1シリーズ 第8話「風流五三の桐変化」（1983年、NTV / ユニオン映画） - 武士

### 映画
- 親鸞（1960年、東映）
- 宮本武蔵（1961年、東映）
- 素浪人捕物帖 闇夜に消えた女（1963年、東映） - 人足
- 博徒（1964年、東映） - 舟人足
- 間諜（1964年、東映） - 藍番所役人
- 博徒対テキ屋（1964年、東映） - 角助
- 新蛇姫様 お島千太郎（1965年、東映） - 木村
- 関東破門状（1965年、東映） - 福島治太郎
- やくざGメン 明治暗黒街（1965年、東映） - 東
- 花と龍（1965年、東映） - ゴンゾウ
- 隠密侍危機一発（1965年、東映） - 番太
- 小判鮫 お役者仁義（1966年、東映） - 駕籠屋
- 沓掛時次郎 遊侠一匹（1966年、東映） - やくざ
- 関東やくざ嵐（1966年、東映） - 藤井
- 牙狼之介（1966年、東映） - 九鬼
- 兄弟仁義シリーズ
  - 兄弟仁義 関東三兄弟（1966年、東映） - 木村音松
  - 兄弟仁義 続・関東三兄弟（1967年、東映） - 滝下豊治
  - 兄弟仁義 関東命知らず（1967年、東映） - 桐原金次
- 博奕打ちシリーズ
  - 博奕打ち 不死身の勝負（1967年、東映） - 多久平
  - 博奕打ち 総長賭博（1968年、東映） - 天龍一家六人衆組長・早川兵吉
  - いかさま博奕（1968年、東映） - びっくり留
  - 博奕打ち いのち札（1971年、東映） - ノリ場の安
- 男の勝負 仁王の刺青（1967年、東映） - 栗山正光
- 銭形平次（1967年、東映） - 鉄
- 侠客の掟（1967年、東映） - 富山久三
- 横紙破りの前科者（1968年、東映） - 弥助
- 博徒列伝（1968年、東映） - 人夫
- 緋牡丹博徒シリーズ
  - 緋牡丹博徒 花札勝負（1969年、東映） - 金原の子分・コレラ
  - 緋牡丹博徒 お竜参上（1970年、東映） - 豆徳
  - 緋牡丹博徒 お命戴きます（1971年、東映） - 倉持仙太
- 戦後最大の賭場（1969年、東映） - 三宅真一
- おんな刺客卍（1969年、東映） - 林幸太郎
- やくざ刑罰史 私刑!（1969年、東映） - 神楽の大八
- 日本女侠伝 侠客芸者（1969年、東映）
- 日本暗殺秘録（1969年、東映） - 職人
- 関東テキヤ一家（1969年、東映） - 唐島徳次
- 渡世人列伝（1969年、東映） - 地獄松
- シルクハットの大親分 ちょび髭の熊（1970年、東映） - 宇之助
- 女渡世人（1971年、東映） - 墓守安
- 極悪坊主 飲む打つ買う（1971年、東映） - トラフグ
- すいばれ一家 男になりたい（1971年、東映） - ニンニク中毒
- 日本侠客伝 刃（1971年、東映） - 石丸
- 傷だらけの人生（1971年、東映） - 池島安市
- 悪親分対代貸（1971年、東映） - 松元務
- まむしの兄弟 お礼参り（1971年、東映） - 恩田
- 現代やくざ 血桜三兄弟（1971年、東映） - 広道会組員・戸田
- 傷だらけの人生 古い奴でござんす（1972年、東映） - どぶぶ為
- 子連れ狼 三途の川の乳母車（1972年、東宝） - 黒鍬十内
- 昭和おんな博徒（1972年、東映） - 志田完次
- 男の代紋（1972年、東映） - 多度吉
- 木枯し紋次郎 関わりござんせん（1972年、東映） - 勘八
- 着流し百人（1972年、東映） - 金時の乾分
- 賞金首 一瞬八人斬り（1972年、東映） - 吾朗
- 仁義なき戦いシリーズ
  - 仁義なき戦い（1973年、東映） - 上田組組員・屋代光春
  - 仁義なき戦い 代理戦争（1973年、東映） - 槇原組組員・的場保
  - 仁義なき戦い 頂上作戦（1974年、東映） - 江田組・山本邦明
- 三池監獄 兇悪犯（1973年、東映） - 釧路よりの移送囚・銀行辰
- 実録飛車角 狼どもの仁義（1974年、東映） - 馬丁
- 女番長 玉突き遊び（1974年、東映） - 西井
- 県警対組織暴力（1975年、東映） - 俵功二
- 沖縄やくざ戦争（1976年、東映） - 堀田
- バカ政ホラ政トッパ政（1976年、東映） - 刑事
- 北陸代理戦争（1977年、東映） - 中村茂男
- 真田幸村の謀略（1979年、東映） - 前田藩の武将
- 日本の黒幕（1979年、東映） - 神出順平
- 陽暉楼（1983年、東映） - 明月楼の客

### 舞台
- 銭形平次
- 伊那の勘太郎
- 花と龍
- 真田太平記
- 夏の特別公演「木曽ぶし新三 月と祭と旅がらす」（1978年、南座） - 勘太
- 小林旭特別公演「大岡政談・丹下左膳」（1980年、新歌舞伎座） - 轟玄八